# إبراهيم اللنجاوي
إبراهيم اللنجاوي مصرفي بحريني.

## النشأة والتعليم
حاصل على ماجستير في مجال إدارة الأعمال من جامعة جلامورجان البريطانية. حاصل على دبلوم في الإدارة التنفيذية بتقدير امتياز ودبلوم في المحاسبة من جامعة البحرين. اشترك في عدة دورات داخل وخارج مملكة البحرين.

## المسيرة المهنية
شغل مناصب عدة في مجال البنوك منها على سبيل المثال: بنك طيب وتاوري لو العالمية والبنك الأهلي المتحد وبنك البحرين الوطني وبنك الخليج الدولي وشركة نفط البحرين (بابكو).
تولى قبل تسلمه منصبه الجديد تأسيس شركة دار الأعمال للصرافة بقطر وتولى منصب مديرها العام وهي شركة شبه حكومية تمتلكها حكومة قطر بنسبة 33 في المئة من رأس مال قدره 100 مليون ريال قطري وهي حاليا من كبريات الشركات العاملة في قطر ولها تسع فروع.
في يونيو 2009 تم تعيينه الرئيس التنفيذي لغرفة تجارة وصناعة البحرين (بيت التجار) براتب ستة آلاف دينار بحريني. وخلال عمله كان يشجع على المشاركة في الفعاليات الاقتصادية الخليجية والعربية والدولية ومنها المعرض الدولي المتخصص بالأخشاب وكافة مستلزماتها وذلك لتقديم كافة المعلومات والتسهيلات حول تلك الفعاليات الاقتصادية والتجارية في سبيل تعزيز الحضور والتواجد البحريني في هذه الفعاليات الدولية التي من شأنها أن تفتح آفاقاً جديدة للصناعيين والتجار في البحرين. كما دعا إلى إلى وضع خطة عاجلة لإنعاش قطاع السوق القديم بمملكة البحرين. كما طالب بتمديد قرار تجميد رسوم العمل من أجل التخفيف من التزامات المؤسسات وسيعمل على توفير الظروف الملائمة التي تسمح للشركات البحرينية بالبقاء والاستمرار وتوفير فرص العمل للمواطنين ويبعدها عن خطر الإفلاس خاصة أن الأوضاع التي يعيشها القطاع الخاص لم تتحسن بالشكل الذي يسمح باستمرار استحصال رسوم العمل. وفي ديسمبر 2011 تجاوب مجلس الوزراء مع هذه الدعوة فورا. كما دعا إلى طرح جملة من المبادرات والبرامج واتخاذ حزمة من الإجراءات لإنعاش القطاع العقاري في البلاد لتجاوز حالة الركود التي يعاني منها مشيرا إلى أهمية أن يكون للبنوك والمصارف البحرينية دور في ذلك من خلال تسهيل التمويل العقاري لغرض تحريك الطلب العقاري السكني والتجاري وإكمال المشاريع طور الإنجاز بالإضافة إلى إعادة النظر في نسب الفوائد المستحقة على القروض العقارية لتنشيط حركة الإقراض وتسريع وتيرة المشاريع العقارية الاستثمارية والخاصة كما دعا إلى منح الأولوية للشركات البحرينية في مشاريع الاستثمار والتطوير العقاري والإسكان والتركيز على الشراكة بين القطاعين العام والخاص في القرار العقاري وفتح الباب للاستثمار العقار ي في جميع محافظات البلاد. أيضا دعا إلى استثمار الأجواء الايجابية لحوار التوافق الوطني بإطلاق المزيد من المبادرات التي تحفز النمو الاقتصادي لتجاوز تداعيات الأحداث التي مرت بها البحرين والتي لازالت تلقي بظلالها على بعض القطاعات الحيوية ولاسيما المؤسسات الصغيرة والمتوسطة وقال أن إعادة الانتعاش إلى الاقتصاد الوطني لا يقع على عاتق الدولة فقط بل إن على القطاع الخاص والشركات الكبيرة على وجه الخصوص دور كبير وأساسي في إعادة عجلة النمو الاقتصادي إلى الدوران وفي إنعاش السوق المحلي ودعم المؤسسات المتعثرة.
في عام 2010 صدر رئيس وزراء البحرين خليفة بن سلمان بن حمد آل خليفة القرار رقم 77 على إعادة تشكيل المجلس الأعلى للتدريب المهني بتعيينه عضوا فيه.
في فبراير 2011 قامت احتجاجات من قبل الشيعة واليساريين والتي بدأت سلمية ثم تحولت إلى العنف والمطالبة بإسقاط النظام الحاكم حتى خمود الاحتجاجات بدخول قوات درع الجزيرة وفرض الأمن والاستقرار في البلاد في فترة السلامة الوطنية. ذكر موقع مرآة البحرين المعارض أنه في هذه الأثناء تم اتهام اللنجاوي بتزوير محضر اجتماع للغرفة أثناء الاحتجاجات التي شهدها دوار اللؤلؤة وهو التزوير الذي ترتب عليه عزل عضوي مجلس الإدارة عادل حسن العالي وإبراهيم الدعيسي. كما واجه تهما بفصل عشرة موظفين من الغرفة فصلا تعسفيا ولأسباب تتصل بمشاركتهم في أعمال العنف. وكذلك اتهم بتزوير راتبه في الأوراق الرسمية من ستة آلاف دينار إلى أربعة آلاف دينار لتقليل حجم الاستقطاعات من الراتب التي تشرف عليها الهيئة العامة للتأمينات.
وقام اللنجاوي بالرد عبر لقاء في صحيفة أخبار الخليج حيث ذكر أنه لم يطالب بالمحاسبة والتحقيق مع أعضاء مجلس الإدارة المتورطين في أحداث فبراير ومارس 2011 وإقالة من ثبت تورطه في تلك الأحداث لكون ما دار في الاجتماع مسجلا تسجيلا صوتيا كاملا. وكذلك لم يقم بزيادة راتبه لأن راتبه يتجاوز الحد الأقصى الذي يحسب على أساسه المعاش التقاعدي. كما نفى أيضا اتهامه بفصل عدد من موظفي الغرفة على ذمة الاحتجاجات مؤكدا أن ذلك قد تم من خلال لجان قانونية شكلت بالغرفة كما أن جميع من فصلوا عادوا إلى وظائفهم.
ونتيجة لذلك فإن اللنجاوي طلب رفع راتبه من ستة آلاف دينار إلى عشرة آلاف دينار ولكن مجلس إدارة غرفة تجارة وصناعة البحرين رفض هذا الطلب مما حداه في يوليو 2012 إلى تقديم استقالته والتي وافق عليها الأخير.

## الحياة الشخصية
متزوج من نادية خادم عبد الملك الشيباني (متوفية في 2019) ولديهما أحمد وعبد الله ومحمد ونورة وخالد.